# Bracigliano
Bracigliano község (comune) Olaszország Campania régiójában, Salerno megyében.

## Fekvése
A Nocera-Sarno-síkságon fekszik. Határai: Forino, Mercato San Severino, Montoro Inferiore, Quindici és Siano.

## Település
A vidéket már az ókorban lakták erre utalnak a szamnisz, etruszk és római régészeti leletek. Az állandó település valószínűleg a 10. század elején alakult ki, miután a salernói hercegek egy várat építettek a hercegség védelmére. Első írásos említése azonban csak a 15. század elejéről származik. A középkorban nemesi családok birtoka volt. Önállóságát a 19. század elején nyerte el, amikor a Nápolyi Királyságban felszámolták a feudalizmust. 

## Népesség
A népesség számának alakulása:

## Főbb látnivalói
- Palazzo de Simone - az egykori várból átalakított nemesi palota
- San Francesco d’Assisi-templom - a 17. század elején építették